# Jacques Doucet
Jacques Doucet (París; 19 de febrero de 1853-Ib.; 30 de octubre de 1929) fue un diseñador de moda y coleccionista de arte francés. Fundador de su propia casa de alta costura, es conocido por sus vestuarios de tonos pastel con encajes, bordados y con otros adornos.

## Biografía

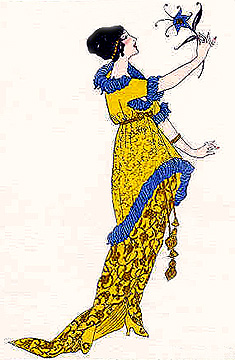
Diseño de Jacques Doucet, 1914.

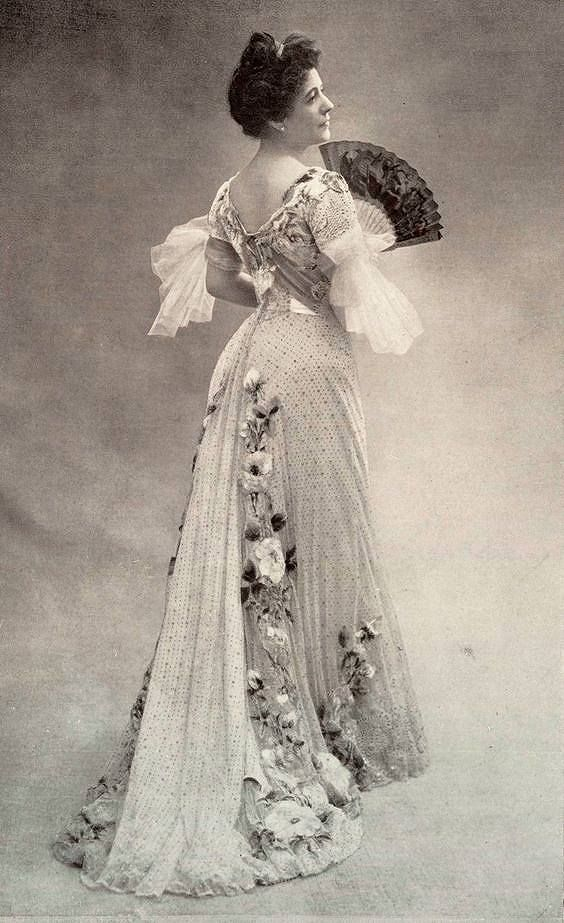
La actriz Rosa Bruck con un vestido de Jacques Doucet (1901), fotografía de Paul Nadar

Jacques  Doucet parecía estar predestinado a convertirse en diseñador, al nacer en un barrio donde todas las grandes tiendas de modas de principios del siglo xx tenían su centro. Además, en su infancia fue amigo de Gaston Worth y Jean-Philippe Worth, hijos de Charles Frederick Worth, fundador de la casa de modas Worth. 
Doucet creó indumentarias pensadas para acontecimientos sociales de postín, y sus bocetos encontraron gran aceptación entre las mujeres que pretendían llamar la atención de señores adinerados. Pero en realidad no era la moda lo que interesaba a Jacques Doucet, sino la ostentación. 
El incipiente diseñador se hizo cargo de la tienda de ropa fundada por su abuelo. Pronto disfrutó de un gran reconocimiento, tanto así, que aún hoy en día se le considera el creador de las prendas de noche más costosas y refinadas de su época. 
Jacques Doucet también destacó por permitir a los diseñadores que iban a revolucionar la moda, dar sus primeros pasos en el ambiente de la moda, descubriendo con su infalible olfato a nuevos talentos, como por ejemplo a Paul Poiret y a Madeleine Vionnet.
Doucet es hoy recordado en el mundo del arte porque fue quien compró a Picasso su polémico cuadro Las señoritas de Aviñón, ahora en el MoMA de Nueva York.